# Jens Jørgen Hansen
Jens Jørgen Hansen (født: 4. januar 1939 i Struer, død 2. januar 2022) var en dansk fodboldspiller og førsteholdstræner i Esbjerg fB, samt landsholdsspiller.
Jens Jørgen Hansen var med 417 førsteholdkampe den spiller, som har spillet fjerdeflest kampe for EfB gennem tiden.
Han har spillet 40 A-landskampe for Danmark, 2 B-landskampe og 6 U-landskampe. Jens Jørgen var bl.a. med A-landsholdet til EM i Spanien i 1964.
Jens Jørgen Hansen var med til at vinde DM-guld i 1961, 1962, 1963 og 1965, samt til at vinde pokalturneringen i 1964.
Jens Jørgen var en kort overgang i 1972 træner for EfB's førstehold.